# Jaime Solá
Jaime Solá Mestre (Vigo, 11 de septiembre de 1874- ibidem, 9 de enero de 1940) fue un escritor, editor y periodista español.

## Trayectoria

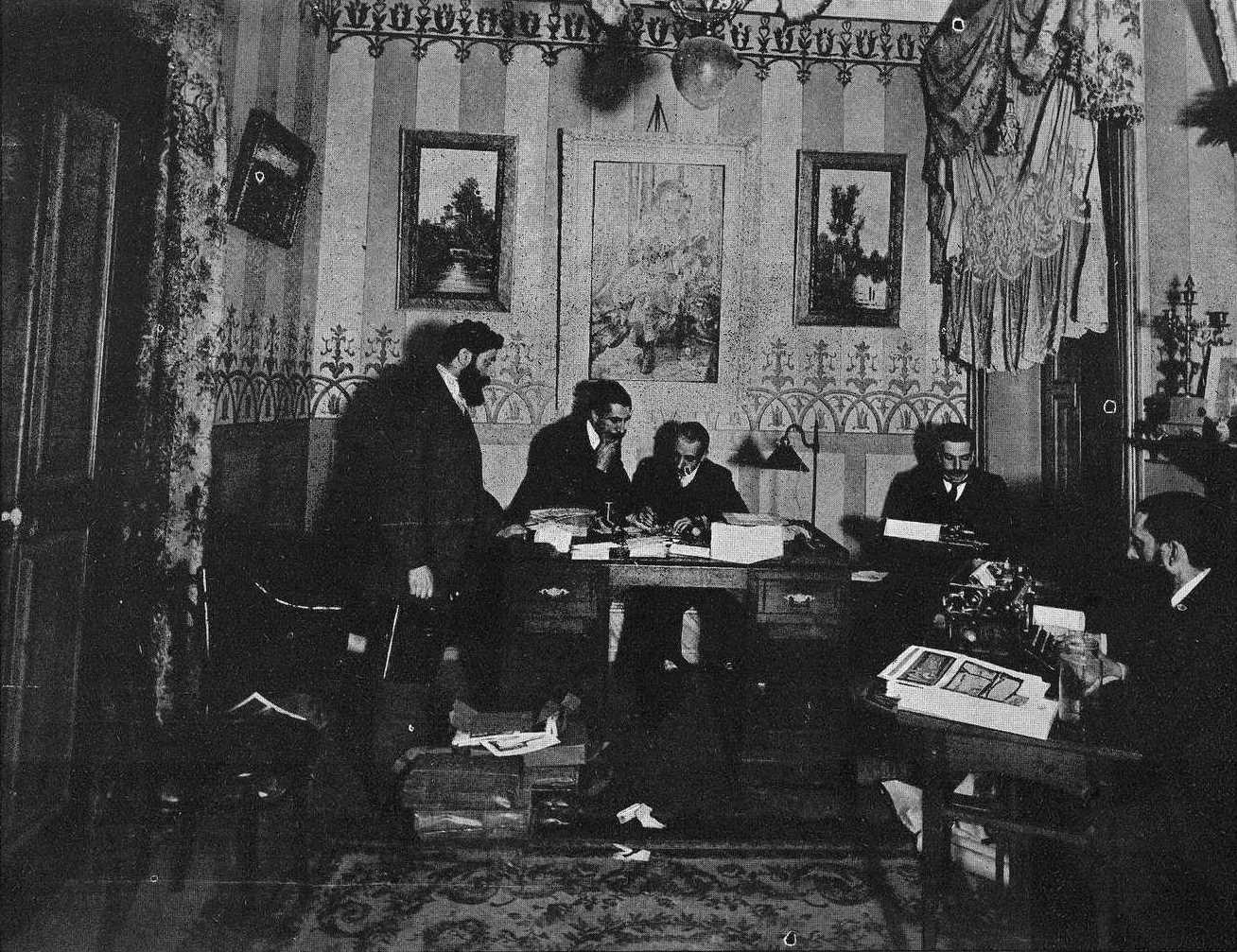
Redacción de Vida Gallega en 1909. José Gil Gil, Juan Tato Lens, Jaime Solá, Julián García Larrú y Julián Iglesias.

Hijo de Carlos Solá de Haz y de Luisa Mestre Hernández. En 1891 su madre heredó  parte del Gran Hotel de La Toja. Fue sobrino del también periodista Luis Antonio Mestre y vivió en O Grove en su infancia.
Estudió Derecho en las universidades de Santiago de Compostela y de Valladolid, pero profesionalmente se dedicó al periodismo. En 1903 compró el periódico El Independiente de Vigo, que pasó a llamarse Noticiero de Vigo. Vivió durante un tiempo en Madrid, donde formó parte de la redacción de El Globo hasta 1901. y colaboró en otros periódicos. Dirigió las revistas Poquita Cosa y Vigo Juvenil.

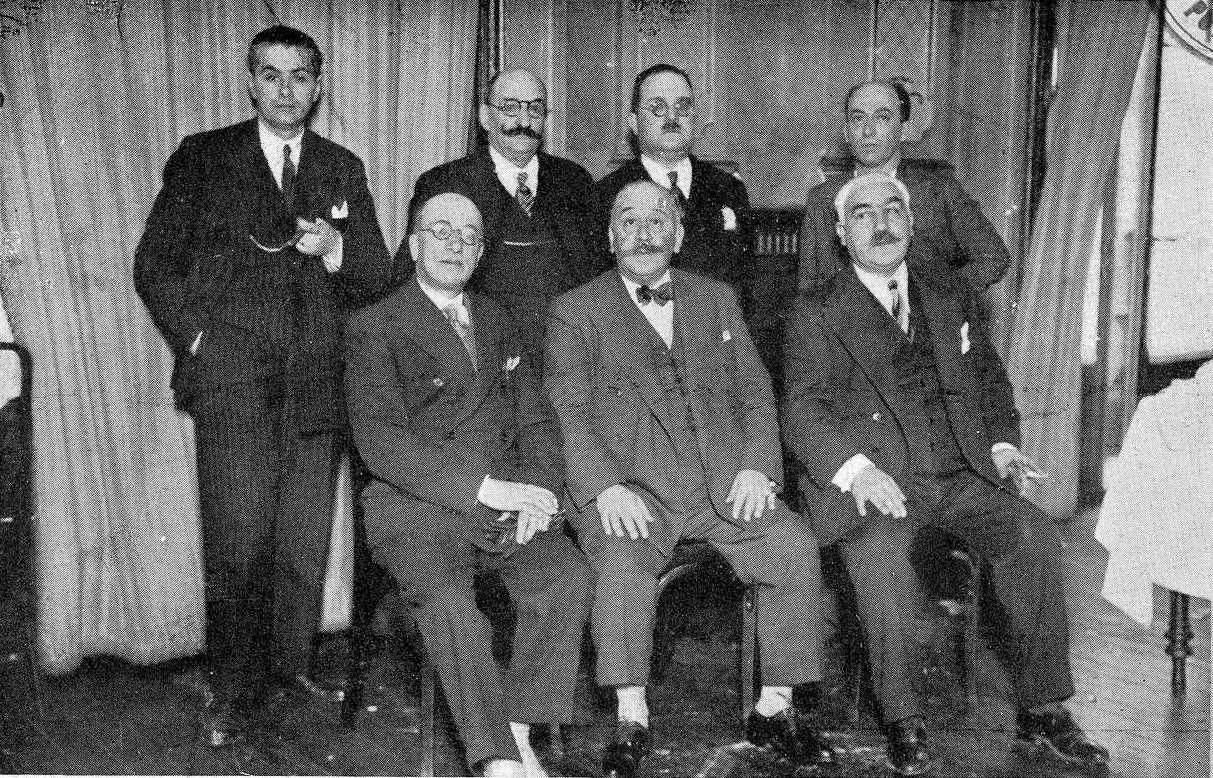
De pie, de izquierda la derecha: Apolinar Torres, Avelino Rodríguez Elías, Laureano Domínguez Cao-Cordido y Manuel Lustres Rivas. Sentados Jaime Solá, Manuel Otero Bárcena y Blas Agra Mancebo.

Su contribución más importante fue la revista Vida Gallega, que dirigió desde su creación en 1909 hasta el final de su primera época en 1938. Desde las páginas de Vida Gallega hizo una clara promoción del complejo hotelero de la Toja, siendo accionista de la sociedad anónima que lo gestionaba.
Ingresó en la Real Academia Gallega el 22 de abril de 1939, a propuesta de Manuel Amor Meilán, Wenceslao Requejo Pérez e Amador Montenegro Saavedra. 

## Obra

### Narrativa
- Cuentecillos, 1894.
- La mala sombra, 1895.
- El alma de lana aldea, 1918.
- Ramo cautivo. El Ribeiro de Avia, 1918.
- El otro mundo, 1919.
- Diablillo.

En Vida Gallega aparecieron los relatos: Anduriña (1917), Diablillos e Mis memorias.

### Poesía
- Todo malo, 1895.
- Él nacer de un día, 1919.

### Teatro
- El Diputado.